# Elsie Southgate
Elsie Southgate (1890 – 1946) va ser una de les primeres dones violinistes que va aconseguir notorietat en un món anteriorment reservat als homes. De formació clàssica, va compartir una carrera de violinista clàssica amb la seva dedicació al music hall. A partir de 1926 va actuar a vegades usant el seu cognom de casada amb el nom de Lady Odin-Pearse. La seva repercussió internacional es deu sobretot als nombrosos enregistraments discogràfics que va realitzar per al segell Zonophone formant duo amb la seva germana Dorothy.
Elsie Southgate va obtenir cap a 1900, a l'edat de deu anys, una beca per estudiar en la Royal Academy of Music. Allí va romandre durant set anys com a alumna d'Émile Sauret. En 1905 va oferir el seu primer concert públic amb la Queen's Hall Orchestra dirigida per Sir Henry Wood. A partir d'aquí va començar una carrera de violinista clàssica que la va portar a actuar a Berlín i a Paris. Les seves primeres aparicions en el circuit del music hall van tenir lloc en 1910 al London Pavilion.
L'èxit de Elsie Southgate la porta a actuar durant una setmana al Buckinghan Palace per al rei Jordi V, el príncep Eduard, el rei d'Itàlia Victor Manuel III i el xah de Pèrsia. Elsie tocava un violí Guarnerius acompanyada a l'orgue per la seva germana Dorothy i deixà impressionats als reials assistents. El xah li regalà un diamant i el rei anglès un fermall que havia pertangut a la tsarina russa. D'aquestes actuacions Elsie sortiria batejada com “la violinista reial”, apel·latiu que utilitzaria posteriorment en les seves actuacions en teatres de varietats.
En les primeres dècades del segle XX els discos de gramòfon són encara objectes de luxe, giren a 78 rpm. i es fabriquen en pissarra o pedra sota la denominació de discos dobles; és a dir amb un tema per cada cara. Elsie va gravar un bon nombre d'aquests discos entre 1916 i 1922 sota el nom de Miss Elsie Southgate and her sister Dorothy per a la marca Zonophone. Contenen adaptacions de coneguts temes de música clàssica adaptats per a violí i orgue mustel, un instrument similar a l'harmònium, cançons populars i algunes composicions de les dues germanes.